# Relations entre l'Argentine et l'Azerbaïdjan
Les relations entre l'Argentine et l'Azerbaïdjan désignent les relations entre la République argentine et la République d'Azerbaïdjan.

## Histoire
Les relations diplomatiques entre la République argentine et la République d'Azerbaïdjan ont été établies en 1992.
Le 9 mars 1992, l'Argentine a reconnu l'indépendance de l'Azerbaïdjan et le 8 novembre 1992, les deux nations ont établi des relations diplomatiques. En avril 2006, le ministre azerbaïdjanais des Affaires étrangères Elmar Mammadyarov a effectué une visite en Argentine.
En octobre 2010, l'Azerbaïdjan a ouvert une ambassade à Buenos Aires.

## Relations commerciales et bilatérales
La Commission spéciale sur la rédaction d'accords de coopération commerciale et économique et sur la promotion et la protection réciproques des investissements entre l'Azerbaïdjan et l'Argentine a été créée en 2012. Le 3 juillet 2012, le premier Forum des affaires Azerbaïdjan-Argentine a commencé ses travaux à Bakou. Environ 200 hommes d'affaires argentins, représentant différentes sphères de l'économie, et plus de 200 entrepreneurs azerbaïdjanais ont pris part aux travaux du Forum.

## Missions diplomatiques
- L'Argentine a une ambassade à Bakou[4].
- L'Azerbaïdjan a une ambassade à Buenos Aires[5].